# Astrágalo (arquitetura)

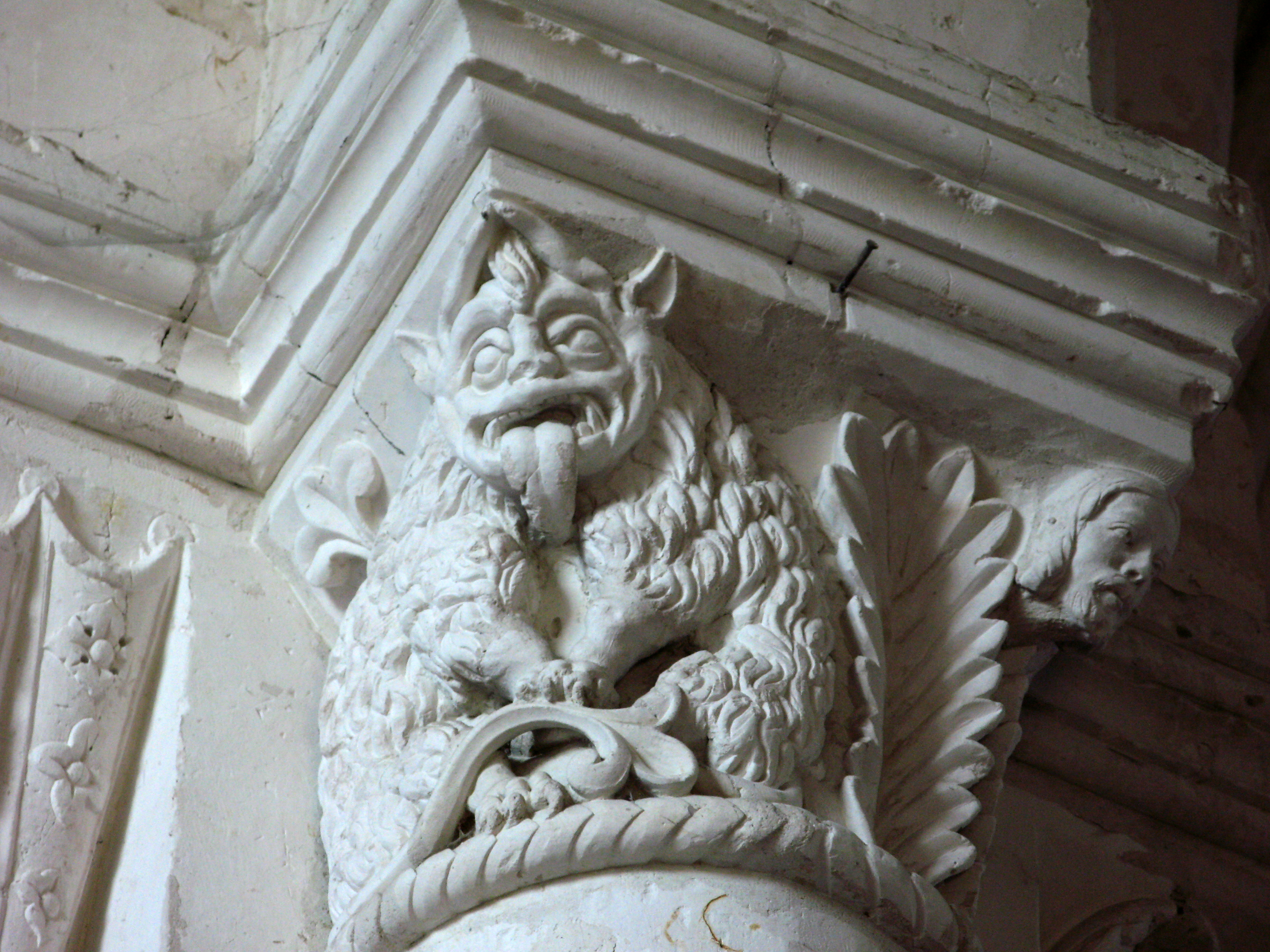
Astrágalo num capitel da igreja de Lucheux.

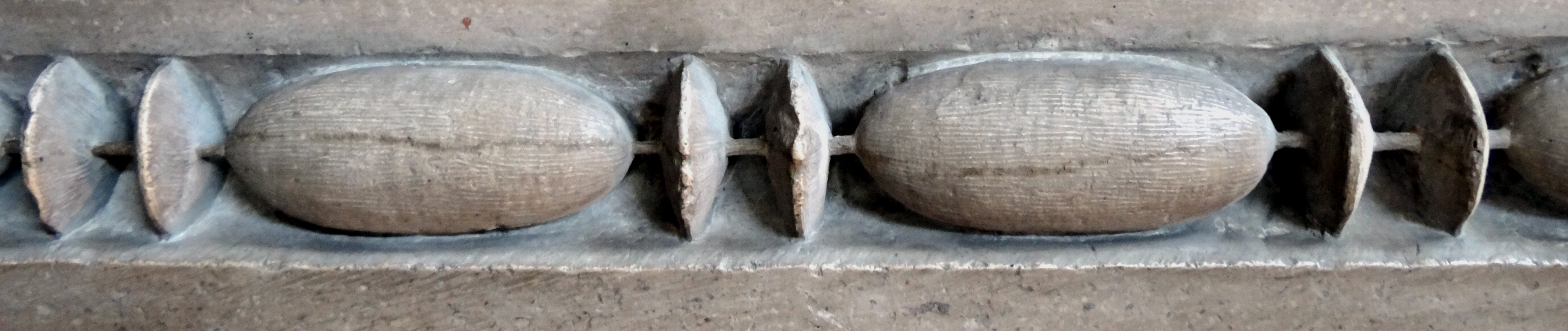
Astrágalo, pérolas cilíndricas, esféricas e com extremidade pontiaguda

Astrágalo, na arquitetura clássica, refere-se a uma moldura arredondada e estreita com secção semicircular convexa, que serve de base ao capitel, logo acima do fuste de uma coluna. Também usado para compor a base de vários tipos de colunas.
De acordo com Marco Vitrúvio, refere-se à moldura ou anel que decora as colunas entre o fuste e o capitel. Nas grades metálicas, trata-se do cordão que liga os extremos superiores de balaústres ou elementos verticais. Estes elementos podem ser lisos , contínuos ou fraccionados por outros ornatos.